# Trostberg

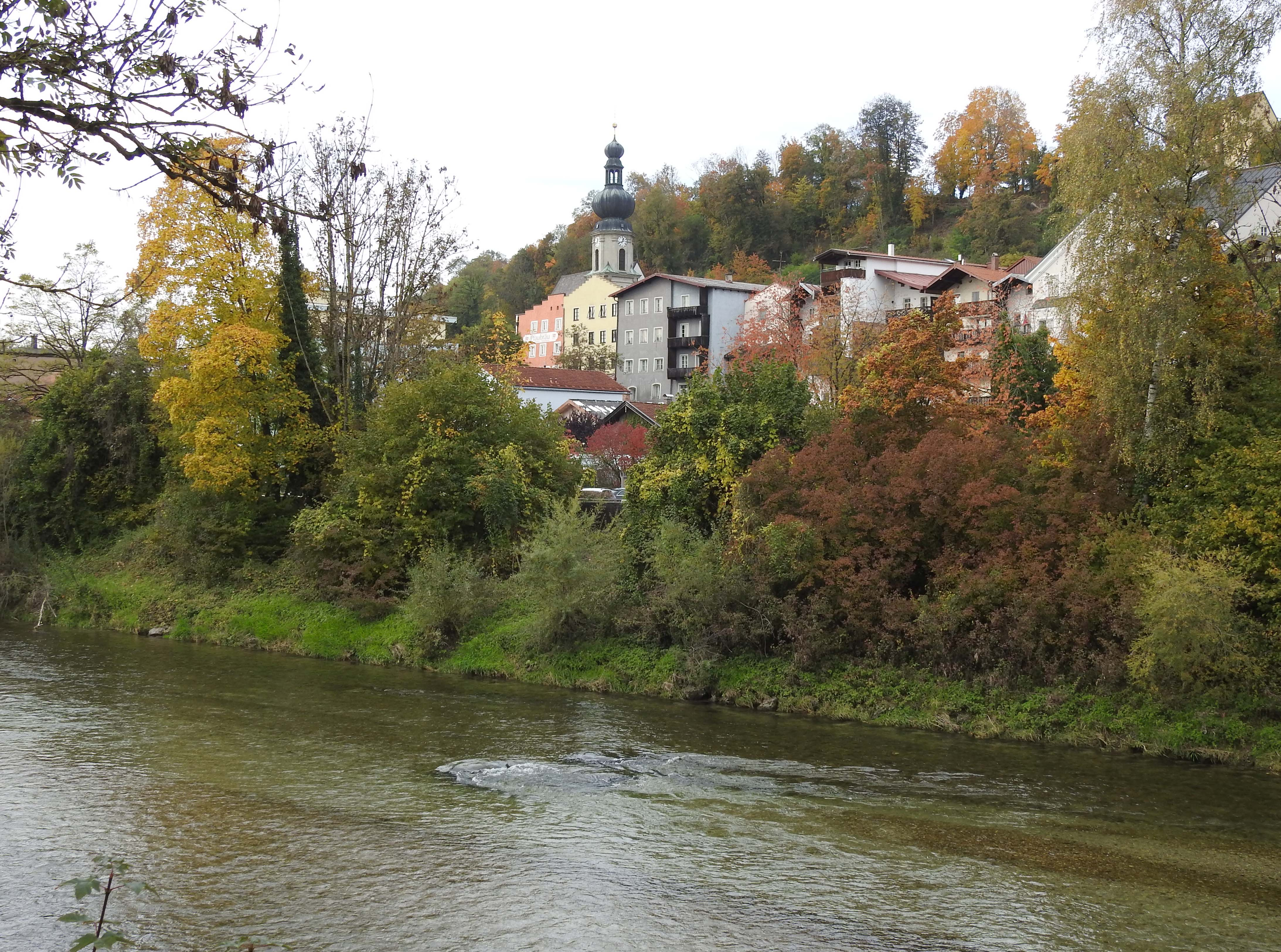
Trostberg an der Alz

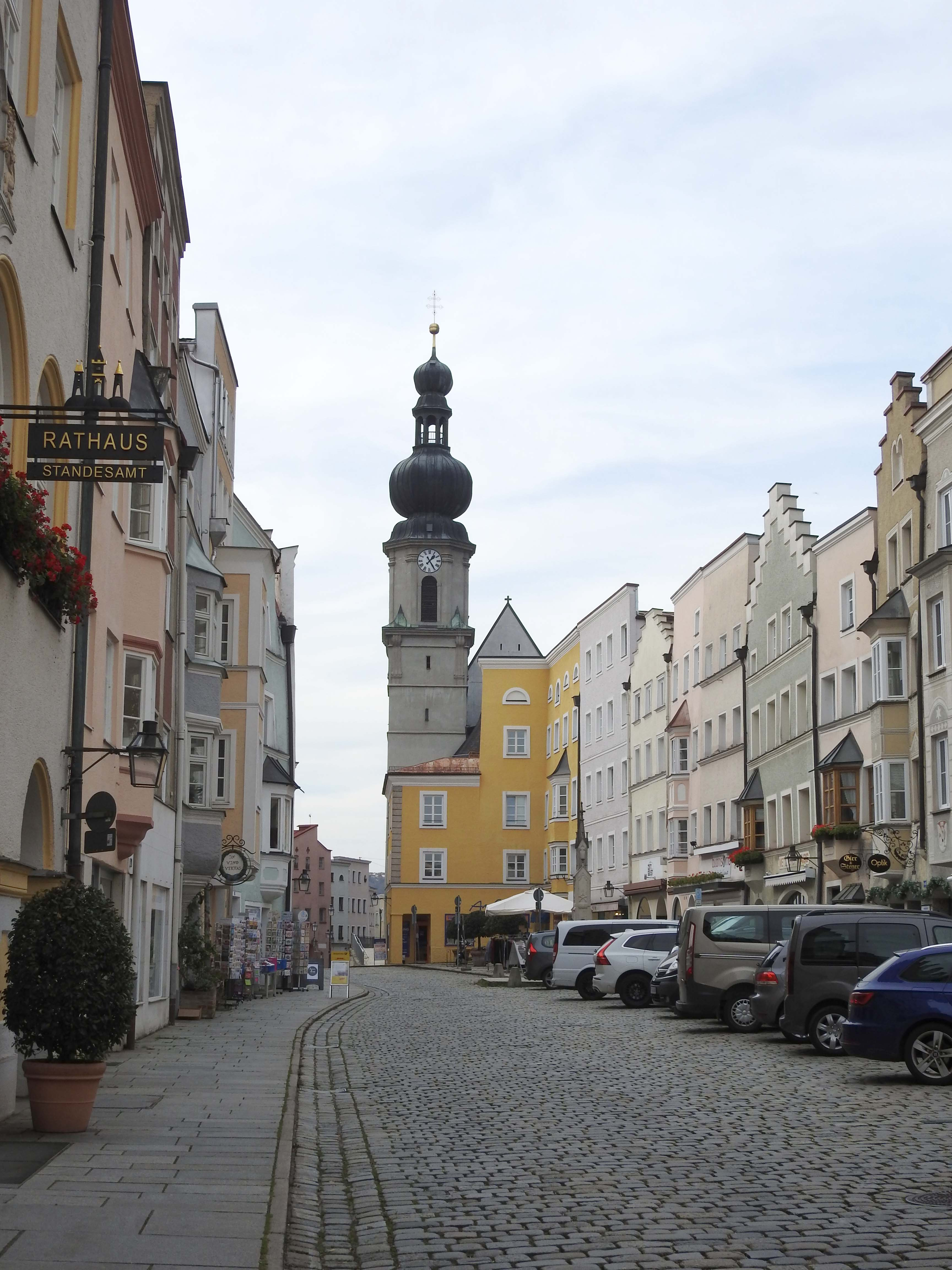
Hauptstraße mit Stadtpfarrkirche St. Andreas

Trostberg ist eine Stadt im oberbayerischen Landkreis Traunstein.

## Geographie

### Lage
Trostberg liegt in der Planungsregion Südostoberbayern an der Alz auf 502 m ü. [NHN],  etwa 30 km nördlich der Chiemgauer Alpen. Die Stadt Trostberg grenzt an folgende Nachbargemeinden: Tacherting, Kienberg, Altenmarkt an der Alz, Traunreut, Palling, Feichten an der Alz und Tyrlaching, die letzten zwei befinden sich bereits im Landkreis Altötting.
Trostberg liegt in der Kulturlandschaft des Chiemgau.

### Gemeindegliederung
Die Stadtgemeinde hat 94 Gemeindeteile:
- Aich
- Allerting
- Armutsham
- Aspertsham
- Bandsham
- Baumgarten
- Benetsham
- Bergham
- Berghäng
- Biburg
- Birn
- Blindreut
- Brünhausen
- Deinting
- Deisenham
- Dieding
- Edling
- Eglsee
- Engertsham
- Feichten
- Fernhub
- Forst
- Gainharting
- Gaßberg
- Gasteig
- Gerharding
- Getzing
- Gloneck
- Grafischen
- Großschwarz
- Gumpertsham
- Gunerfing
- Günzelham
- Hagenau
- Heiligkreuz
- Hennthal
- Hilling
- Hochwies
- Hofstett
- Holzen
- Hör
- Irlpoint
- Irschenham
- Kainhub
- Kaltenbrunn
- Kaps
- Kendling
- Kleinschwarz
- Köbeln
- Kronest
- Lindach
- Magdpoint
- Mögling
- Moosham
- Nunbichl
- Oberfeldkirchen
- Oberwimm
- Oed
- Ort
- Perating
- Pfaffenberg
- Pieling
- Pirach
- Purkering
- Reit
- Reut
- Rohrigham
- Rosenberg
- Schedling
- Schilling
- Schloßberg
- Schönharting
- Schönreit
- Schwarzau
- Schwarzerberg
- Sprinzenberg
- Steinberg
- Stolzenberg
- Stöttling bei Engertsham
- Stöttling bei Pirach
- Tinning
- Trostberg
- Viehhausen
- Voglsang
- Waltersham
- Wäschhausen
- Wechselberg
- Weiding
- Weikertsham
- Willertsham
- Wimm
- Wimpasing
- Wolfering
- Zagl

Es gibt die Gemarkungen Heiligkreuz, Lindach, Oberfeldkirchen und Trostberg.

## Geschichte

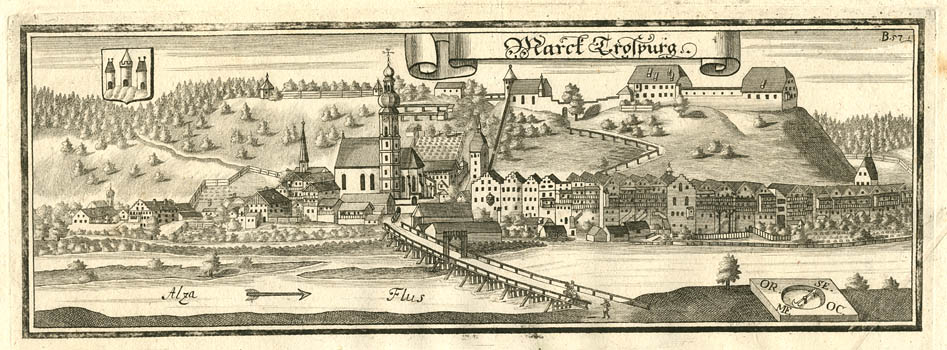
Trostberg im 18. Jahrhundert (Stich von Michael Wening)

Archäologische Funde zeigen, dass die Siedlungsgeschichte bis in die Stein-, Bronze- und Eisenzeit zurückreicht. Doch erste urkundliche Nachweise für die erfolgte Gründung „Trospergs“ durch die Grafen von Ortenburg-Kraiburg gibt es erst seit 1233. Der Ort entwickelte sich im Schutz seiner Anfang des 13. Jahrhunderts errichteten Burg (Burg Trostberg). 1301/7 wurde in einem herzoglichen Urbar das Gericht (und die Grafschaft) Trostberg genannt. Seither war Trostberg immer Besitz der bayerischen Wittelsbacher, die Alz war Grenzfluss zwischen Bayern und Salzburg. Weniger Ackerbürgertum, sondern Handel und Handwerk und insbesondere die Tuchmacherei verhalfen im 17. und 18. Jahrhundert der Stadt zu Wohlstand.
Ab 1476 ist in Trostberg ein mittelalterliches Leprosorium nachweisbar, das sich zwischen der heutigen Bundesstraße und der Au befand. Der Flurname „Siechenanger“ deutete später noch auf das Leprosorium hin.
Das Landgericht Trostberg, das den nördlichen Teil des heutigen Landkreises Traunstein umfasste, wurde im Jahr 1799 aufgelöst und erst 1803 neu gegliedert. Dabei wurden die Landgerichte Kling und Trostberg zusammengelegt. 1810 verlor Trostberg seine Grenzlage zu Salzburg, bis dahin war Trostberg im Westen und im Osten durch Türme abgeschlossen sowie durch das Mittertor zwischen Hauptstraße 1 und 2 unterteilt.
1818 erhielt die Stadt durch das bayerische Gemeindeedikt wieder Selbstverwaltungsrechte. 1862 kam es zur Gründung des Bezirksamtes (später Landkreis) Traunstein, das verwaltungstechnisch die Landgerichtsbezirke Traunstein und Trostberg umfasste. Am Anfang des 20. Jahrhunderts hatte der Flecken  Trostberg zwei katholische Kirchen, ein Sägewerk, eine Kunstmühle und war Sitz eines Amtsgerichts.
Im Jahr 1913 wurde Trostberg das Stadtrecht verliehen. Die zur Stadt gehörenden Orte Heiligkreuz und Lindach gehörten bis 1816 zum Land Salzburg und sind somit Teil des Rupertiwinkels.
Im Zweiten Weltkrieg war Trostberg Standort der Rüstungsindustrie, auch mit dem KZ-Außenlager Trostberg. Trostberg wurde bombardiert, v. a. wegen dieser Bedeutung als Industriestandort.

### Eingemeindungen
Im Zuge der Gebietsreform in Bayern wurde am 1. Januar 1971 die Gemeinde Lindach eingegliedert. Am 1. Mai 1978 kamen Heiligkreuz und Oberfeldkirchen hinzu.

### Einwohnerentwicklung
| Jahr | Einwohnerzahl | Anmerkungen                                                                                 |
| ---- | ------------- | ------------------------------------------------------------------------------------------- |
| 1818 | 800           | in 131 Häusern gezählt Mitte 1818 im Dekanat Peterskirchen                                  |
| 1824 | 883           | in 136 Wohngebäuden, mit dem Schlossbezirk (18 Einwohner in zwei Wohngebäuden)              |
| 1871 | 1252          | am 1. Dezember 1871, davon 1240 Katholiken, acht Evangelische, vier Juden (199 Wohngebäude) |
| 1905 | 1715          | katholische Einwohner                                                                       |
| 1910 | 2127          | am 1. Dezember                                                                              |
| 1933 | 3252          | [ 15 ]                                                                                      |
| 1939 | 3987          | [ 15 ]                                                                                      |

| Jahr      | 1840 | 1871 | 1900 | 1925 | 1939 | 1950 | 1961 | 1970   | 1987   | 1991   | 1995   | 2000   | 2005   | 2010   | 2011   | 2015   | 2021   |
| Einwohner | 2501 | 2969 | 3552 | 5054 | 5951 | 9321 | 9922 | 10.116 | 10.251 | 11.143 | 11.566 | 11.548 | 11.655 | 11.488 | 11.201 | 11.073 | 11.355 |

Zwischen 1988 und 2018 wuchs die Stadt von 10.361 auf 11.222 um 861 Einwohner bzw. um 8,3 %.

## Politik

### Stadtrat
Die 24 Sitze des Stadtrats wurden bei den Kommunalwahlen in Bayern 2020 bei einer Wahlbeteiligung von 52,96 % folgendermaßen auf die Parteien und Listen verteilt:
| Partei/Liste  | CSU     | SPD     | Grüne   | Freie Wähler | Gesamt |
| Sitze         | 11      | 4       | 5       | 4            | 24     |
| Stimmenanteil | 45,47 % | 15,18 % | 21,17 % | 18,18 %      | 100 %  |

### Bürgermeister
Erster Bürgermeister ist Karl Schleid (CSU). Er wurde im Jahr 2008 Nachfolger von Ignaz Sperger (CSU). 2014 wurde er mit 74,99 % der abgegebenen Stimmen wiedergewählt und am 15. März 2020 bei zwei Gegenkandidaten mit 74,48 % der gültigen Stimmen.

### Finanzen
Im Jahr 2021 betrugen die Gemeindesteuereinnahmen 11.355.000 €, davon waren 3.346.000 € Gewerbesteuereinnahmen (netto).

### Wappen
|                                        | Blasonierung: „In Blau auf grünem Dreiberg drei einzelstehende silberne Türme mit offenen Toren; der mittlere hat über Zinnen rotes Spitzdach, der rechte rotes Satteldach, der linke rotes Spitzdach.“ |
| Wappenführung seit dem 14. Jahrhundert | |

## Kultur und Sehenswürdigkeiten

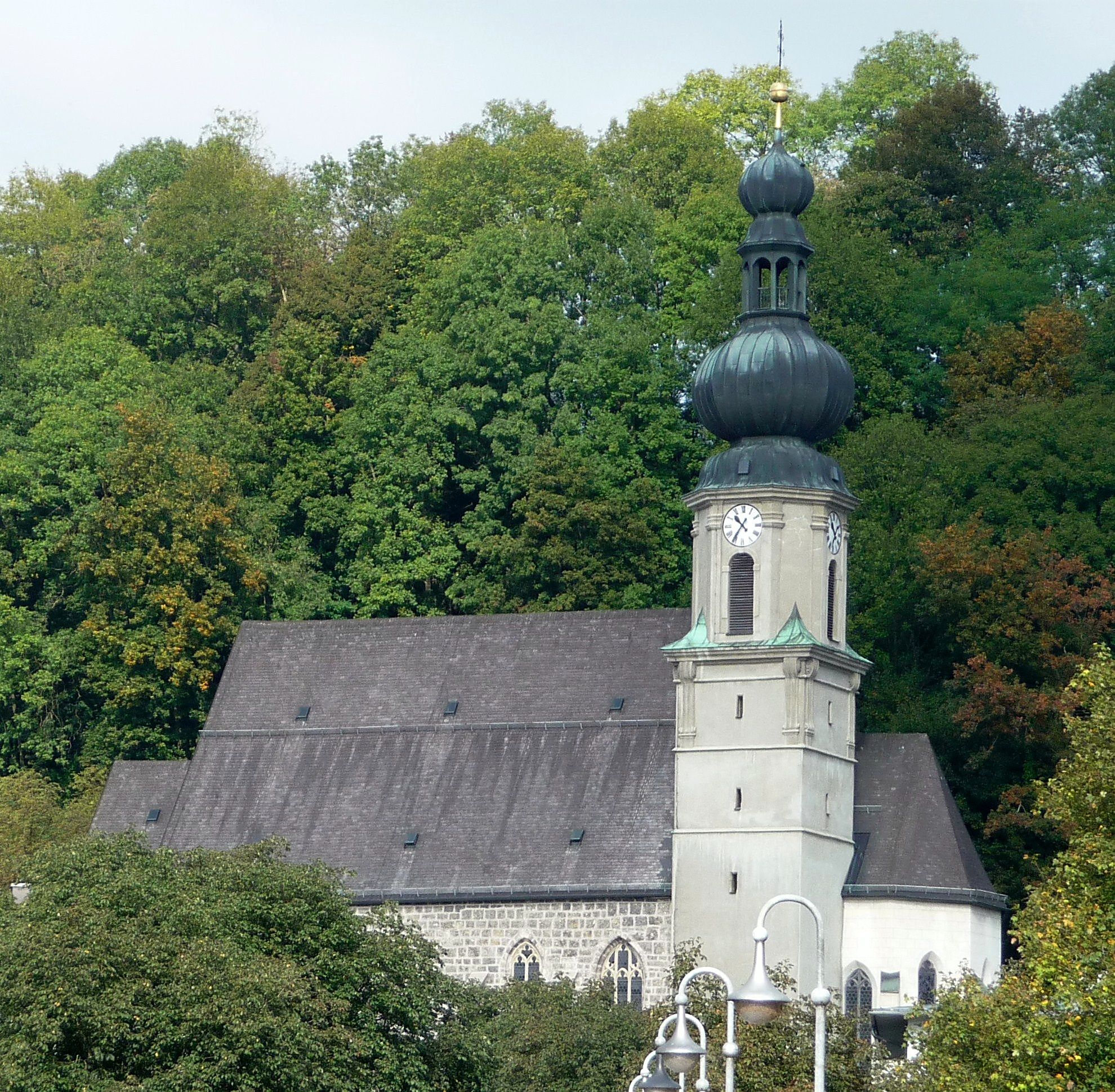
Pfarrkirche St. Andreas

### Bauwerke
- Ensemble Trostberg: Das historische Zentrum ist im Inn-Salzach-Stil erbaut, die Gebäude haben alzseitig häufig typische hölzerne Giebel-, Balkon- und Laubenfronten. Sehenswert sind u. a. Reste der Stadtmauer aus unverputztem Tuffquadermauerwerk, eine neugotische Mariensäule und eine Martersäule aus Rotmarmor am Marienplatz.
- Die katholische Stadtpfarrkirche St. Andreas geht in ihrer älteren Bausubstanz (Chor und nördliche Seitenkapelle) auf die Zeit um etwa 1420 zurück. Das Langhaus, eine dreischiffige Halle mit Netzrippengewölbe, entstand 1498 bis 1504. Es wurde 1869 um ein Joch gegen Westen erweitert. Die Buntglasfenster gehören der Zeit gegen Ende des 15. Jahrhunderts an, ferner haben sich Grabdenkmäler des 15. und 16. Jahrhunderts erhalten.
- Eine neue katholische Pfarrkirche wurde 1953 im Gemeindeteil Schwarzau von Josef Wiedemann erbaut.
- Die 1951 nach Plänen des Trostberger Architekten Kurt Franck erbaute evangelische Christuskirche wurde 1988 von Architekt Peter Schorr  mit Zentrierung des Kirchenraumes und Anbau von Gemeinderäumen umgestaltet. 1952 erhielt die Kirche eine auf dem  Glockenfriedhof Hamburg entdeckte Glocke, die aus der Kirche Borchersdorf (Kreis Königsberg) stammte und den Krieg überlebt hat.
- Auf dem Schlossberg sind Reste des ehemaligen Pflegschlosses (Burg Trostberg) erhalten.
- Im Gemeindeteil Heiligkreuz ist die katholische Kirche Heilig Kreuz erwähnenswert, ein spätgotischer Nagelfluhquaderbau um 1434.
- Der Taubenbrunnen im historischen Stadtzentrum wurde vom Münchner Bildhauer Edmund Puchner 1988 aus niederbayerischem Granit gestaltet.

### Kulturelle Einrichtungen
- Kulturzentrum Postsaal
- Gewölbe im Postsaal
- Stadtmuseum
- Atrium am Stadtmuseum
- Rosengarten bei Schloss Schedling
- Hertzhaimer-Naturgarten am Gymnasium

## Wirtschaft und Infrastruktur

### Wirtschaft
Trostberg gehört mit dem Chemiepark Trostberg und seinen international tätigen Chemieunternehmen (ehemals SKW Trostberg AG, heute Alzchem AG, Degussa GmbH, BASF Construction Polymers GmbH  und BASF Construction Chemicals GmbH) zu den Orten, die das Bayerische Chemiedreieck bilden. Weitere bedeutende Arbeitgeber sind die Papierfabrik Rieger und EDEKA CHIEMGAU.
Es gab 2009 nach der amtlichen Statistik im Bereich der Land- und Forstwirtschaft zwölf, im produzierenden Gewerbe 2404 und im Bereich Handel und Verkehr und Gastgewerbe 809 sozialversicherungspflichtig Beschäftigte am Arbeitsort. In sonstigen Wirtschaftsbereichen waren am Arbeitsort 1432 Personen sozialversicherungspflichtig beschäftigt. Sozialversicherungspflichtig Beschäftigte am Wohnort gab es insgesamt 4019. Im verarbeitenden Gewerbe gab es zehn Betriebe, im Bauhauptgewerbe elf Betriebe. Im Jahr 2007 bestanden 114 landwirtschaftliche Betriebe mit einer landwirtschaftlich genutzten Fläche von 3278 ha, davon waren 2641 ha Ackerfläche und 612 ha Dauergrünfläche.

### Verkehr
- Straße: Durch Trostberg führt die Bundesstraße 299, die bei Altenmarkt in die Bundesstraße 304 mündet. Aufgrund der hohen Belastung durch diese Straße ist seit längerer Zeit eine Ortsumgehung für Trostberg in Planung.
- Schiene: Trostberg ist an die Traun-Alz-Bahn Garching-Traunstein der DB Regio/Südostbayernbahn angebunden. Es verkehren Regionalbahnen der Linie RB 47 im Zweistundentakt.
- Luftfahrt: Im fünf Kilometer nordwestlich gelegenen Schönberg befindet sich der Flugplatz Schönberg, der für Luftfahrzeuge aller Art bis zu 2000 kg Höchstabfluggewicht (MTOW) als Sonderlandeplatz zugelassen ist.
- ÖPNV:
  - diverse Regionalbuslinien der Regionalverkehr Oberbayern GmbH
  - eine Stadtbuslinie der Regionalverkehr Oberbayern GmbH
  - Regionalbuslinien der privaten Betreiber Hövels OHG und Omnibus Wengler

### Freizeit- und Sportanlagen
- (offenes) Kunsteisstadion
- beheiztes Freibad
- Fußball- und Leichtathletikstadion (Jahnstadion)
- Kletterturm (DAV Kletterturm Trostberg) am Jahnstadion

### Schulen
- Grundschule Heiligkreuz
- Grundschule Trostberg
- Mittelschule Trostberg
- Staatliche Realschule Trostberg
- Hertzhaimer-Gymnasium Trostberg
- Volkshochschule Trostberg e. V.
- Berufsfachschule für Krankenpflege
- Musikschule Trostberg
- Rhema Bibeltrainingszentrum Deutschland Süd

### Gesundheit
Trostberg verfügt über ein Kreiskrankenhaus, das Teil des kommunalen Klinikverbundes Kliniken Südostbayern ist.

## Persönlichkeiten

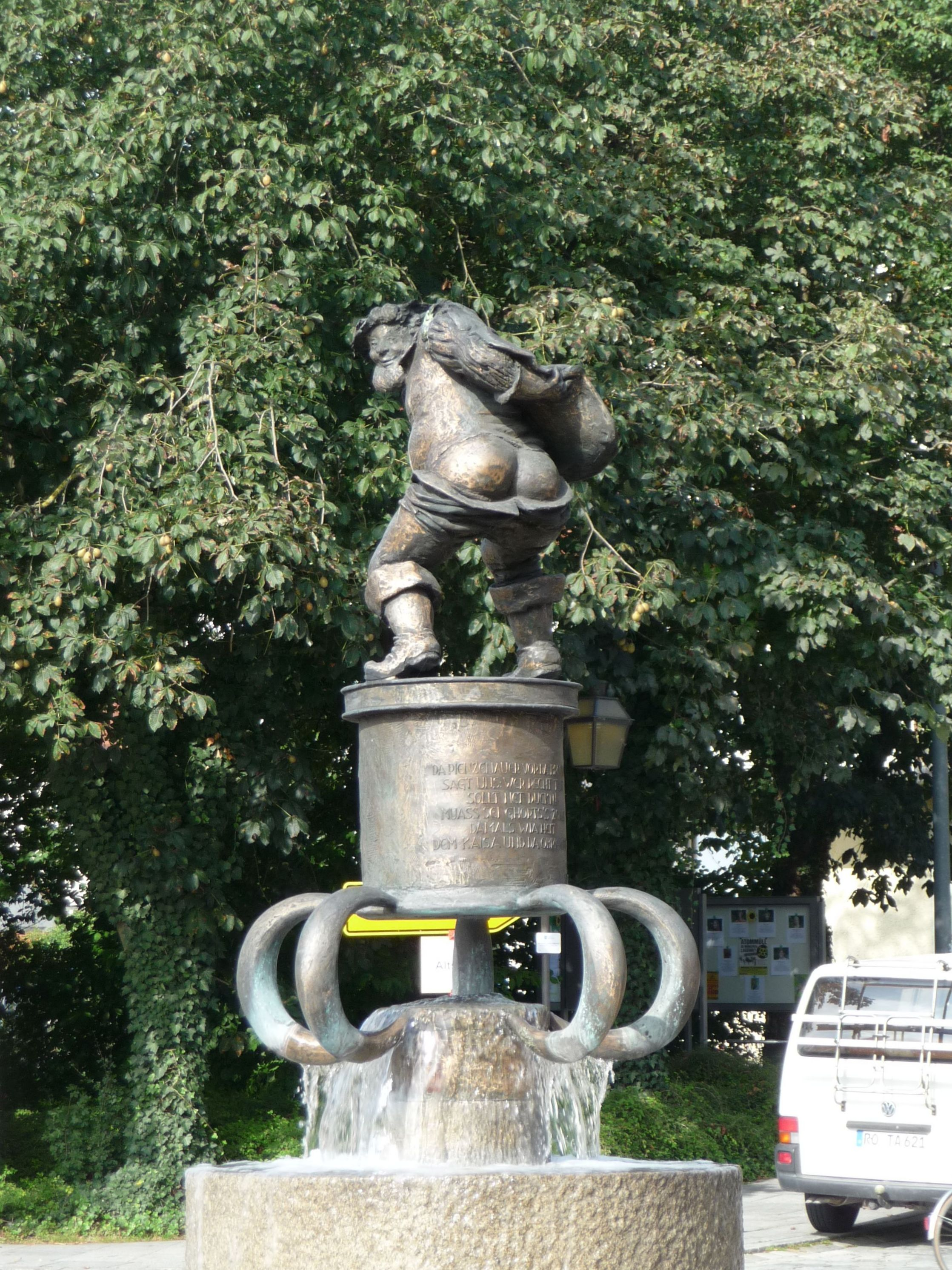
Der Pienzenauer-Brunnen

### Der Pienzenauer
Hans von Pienzenau, herzoglicher Pfleger von 1492 bis 1499 in Trostberg, verteidigte im Landshuter Erbfolgekrieg 1504 die Festung Kufstein und soll vor der Kapitulation König Maximilian I. das entblößte Hinterteil gezeigt haben. Er wurde anschließend enthauptet. Auf dem Postament seines Denkmals auf dem Pienzenauer-Brunnen steht: „Wer recht tuat, sollt' net duck'n! Muaß's sei, g'hört's zoagt, damals wie heut dem Kaisa und da Obrigkeit!.“

### Söhne und Töchter der Stadt
– geordnet nach Chronologie –
| - 1559, Adam Gumpelzhaimer, Komponist - Ludwig Karl d’Ocfort zu Schedling (* um 1675, † 1724) General und Kriegsminister im Direktorium des Braunauer Parlaments - 1732, 17. März, Heinrich Braun, Schulreformer - 1734, Franz Joseph Soll, Kirchenmaler - 1770, 7. Oktober, Max Keller, Komponist und Organist - 1813, 12. Mai, Helene Sedlmayr, die „Schöne Münchnerin“ - 1852, 18. August, Constantin Bauer, Maler - 1877, 22. Oktober, Alois Erdl († 1943), Zeitungsverleger und Druckereibesitzer - 1897, 7. August, Carl Wery, Schauspieler - 1906, 1. April, Josef Giggenbach († 1980), Motorradrennfahrer - 1913, 13 August, Simon Kiern († 1946), SS-Hauptscharführer im KZ Dachau - 1914, 26. Dezember, Annemarie Wendl († 2006), Schauspielerin (Else Kling in Lindenstraße) - 1921, 1. September, Max Sax, Orgelbauer - 1923, 10. Januar, Franz Schönhuber († 2005), Politiker (REP) | - 1937, Maximilian Seitz, Maler und Grafiker - 1963, Gerhard Siegel, Opernsänger - 1964, Brigitte Huber, Journalistin und Sachbuchautorin - 1965, 3. Oktober, Markus Fröschl, Landwirt und Politiker (CSU) - 1966, 5. Februar, Christian Deichstetter, Eishockeyspieler und -trainer - 1967, 18. November, Peter Közle, Fußballspieler - 1968, 30. Dezember, Alexander Huber, Profi-Bergsteiger und Extrem-Kletterer - 1970, 14. September, Matthias Zimmermann, Fußballspieler - 1972, Ignaz Schick, Musiker und Klangkünstler - 1972, 27. Juli, Josef Winkler, Musikjournalist - 1974, 26. Juni, Stephan Zinner, Schauspieler - 1980, 13. Juni, Christopher Kas, Tennisspieler - 1981, 9. Juli, Tobias Zech, Politiker (CSU) - 1983, 24. August, Martin Grütter, Komponist - 1996, 11. Juli, Sophia Thiemann, Fußballspielerin - 2002, 4. Juli, Marco Mannhardt, Fußballspieler |